# Robert Hallgarten
Robert Samuel Hallgarten (* 10. März 1870 in Frankfurt am Main; † 17. November 1924 in München) war ein Privatgelehrter, doppelt promoviert als Jurist und Germanist.

## Leben
Robert Hallgarten war der zweite Sohn und das dritte der vier Kinder des deutsch-amerikanischen Bankiers und Sozialreformers Charles Hallgarten. Seine Frau war die Frauenrechtlerin Constanze Wolff. Aus der Ehe gingen zwei Kinder hervor: der Historiker George W. Hallgarten und der Maler Richard Hallgarten, genannt „Ricki“.

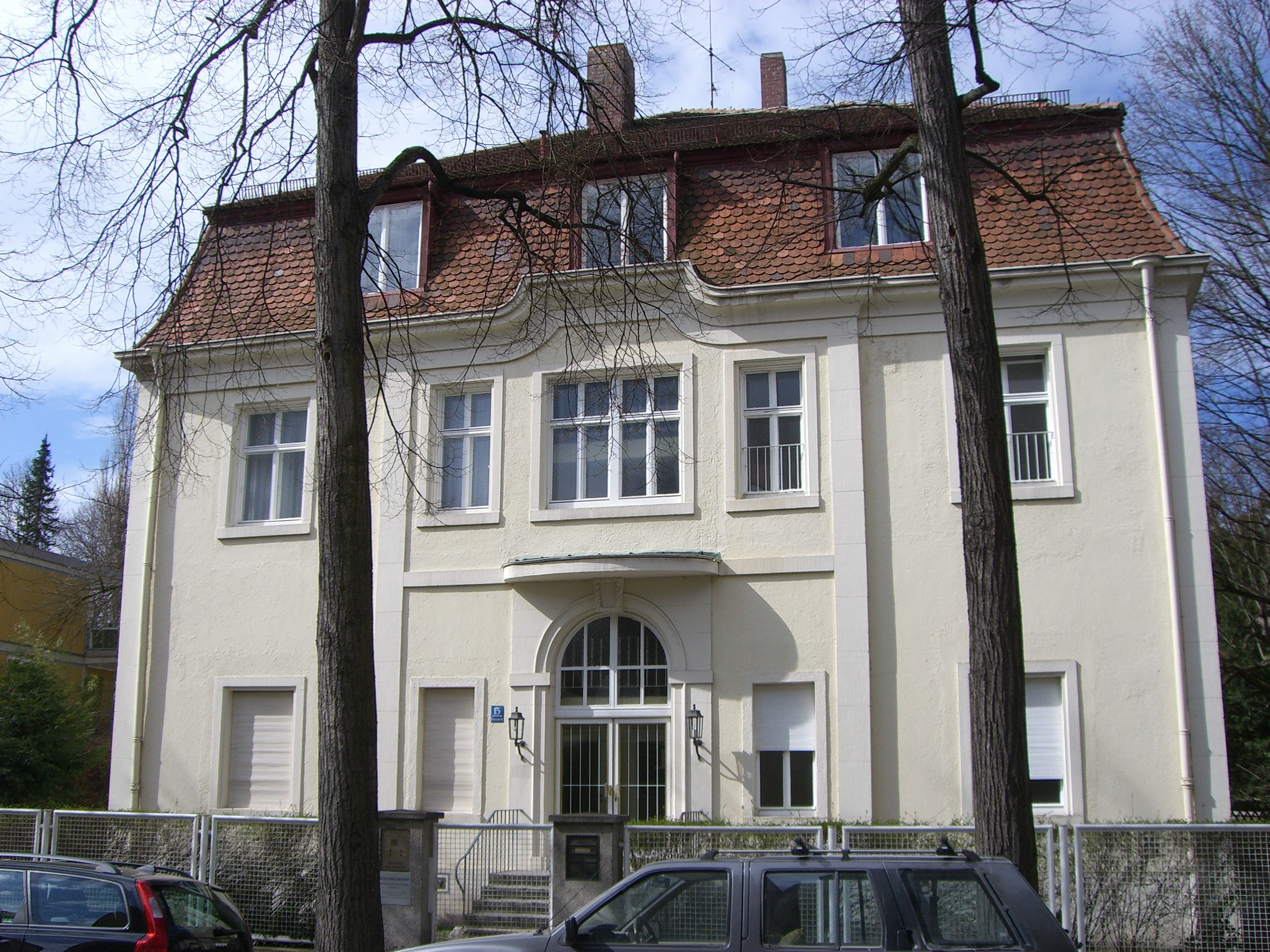
Hallgartens Villa im Herzogpark, Pienzenauerstraße 15, bis 2008 die Ukrainische Freie Universität

Der Münchner Zweig der Familie Hallgarten ist vor allem durch die Verbindung zur Literatenfamilie Mann bekannt und ist wie diese teilweise jüdischer Herkunft. Hallgartens Frau Constanze war mit Katia Mann befreundet, Ricki mit Erika und Klaus Mann. Zudem waren die Häuser der beiden Familien benachbart. Inge und Walter Jens beschreiben die gleichzeitige Errichtung repräsentativer Villen neben derjenigen der Familie Mann im Münchner Stadtteil Herzogpark. Erbauer waren die Familien von Bruno Walter, des Privatgelehrten Robert Hallgarten und des Historikers Erich Marcks. Sie konnten ihren Familien nicht nur „eine sorglose Existenz garantieren, sondern darüber ein Haus (…) führen, in das eingeladen zu werden eine Auszeichnung und große Ehre war“. Die Theatergruppe, genannt der „Laienbund deutscher Mimiker“, wurde von Ricki Hallgarten sowie Erika und Klaus Mann im Jahr 1919 gegründet. Die Aufführungen mit den Nachbarskindern fanden abwechselnd in den jeweiligen elterlichen Villen statt. Der Literaturwissenschaftler Dirk Heißerer bezeichnete den Herzogpark zu diesem Zeitpunkt als „das kleine Weimar“.
Die Freundschaft der Familien schlug sich auch im literarischen Werk Thomas Manns nieder. Der Vater Robert Hallgartens – Charles Hallgarten – soll als Vorbild für eine Figur in dem Roman Königliche Hoheit gedient haben. In der Biografie über den Vater, die Robert Hallgarten 1915 schrieb, wird auf eine Verbindung zwischen den Familien Hallgarten und Mann sowie auf auffällige Parallelen zwischen der Figur des philanthropischen Multimillionärs Samuel Spoelmann und Charles Hallgarten hingewiesen.
Befreundet war die Familie Hallgarten mit Ludwig Ganghofer, den die Kinder „Onkel Ludwig“ nannten und der mit Ludwig Thoma eng befreundet war. Für ihn trat Robert Hallgarten gelegentlich als „literarischer Sachverständiger“ in einem der „vielen Presseprozesse auf, die gegen Thoma, die Hauptstütze des satirischen Blattes Simplicissimus von satirisch Geschädigten angestrengt wurden.“
Ebenfalls bestanden freundschaftliche Kontakte zu Hellmut von Gerlach, der sich in seinen Lebenserinnerungen dahingehend äußerte, dass die „Nachkommen Charles Hallgartens (…) bei seinem Tode enttäuscht feststellen müssen, dass fast sein ganzes Riesenvermögen für wohltätige Zwecke verbraucht worden sei.“
Robert Hallgarten starb 1924 an den Folgen einer Operation. Seine Frau Constanze musste 1933 nach der nationalsozialistischen Machtübernahme die Münchner Villa verlassen und floh im März des Jahres über Zürich nach Frankreich.

## Schriften (Auswahl)
- Die kommunale Besteuerung des unverdienten Wertzuwachses in England. J. G. Cotta’sche Buchhandlung Nachf., Stuttgart 1899
- Die Anfänge der Schweizer Dorfgeschichte. Wolf, München 1906 (online bei Open Library)
- Die Todesstrafe. Aus alter und neuer Aufklärungszeit. Frankfurt 1906
- Charles L. Hallgarten. Englert & Schlosser, Frankfurt am Main 1915